# K.A.Z
Pour les articles homonymes, voir Kaz.
K.A.Z, de son vrai nom Kazuhito Iwaike (岩池 一仁, Iwaike Kazuhito) né le 11 octobre 1968 à Kōfu, au Japon, est un guitariste de rock japonais.

## Biographie
Il débute dans les années 1990 avec les groupes Gemmy Rockets puis The Lovers, avant de former le groupe Oblivion Dust en 1997. Début 1998, il rejoint en parallèle le groupe de hide, hide with Spread Beaver, peu avant la mort de ce dernier. Après la séparation d'Oblivion Dust en 2001, il forme le groupe Spin Aqua avec la chanteuse Anna Tsuchiya, qui se sépare en 2004. À partir de 2003, il commence en parallèle à jouer pour le chanteur Hyde. Il reforme Oblivion Dust en 2007, et en parallèle forme avec Hyde le groupe VAMPS en 2008. Il participe à son groupe temporaire Halloween Junky Orchestra en 2012.